# Francesco Bianchi
Francesco Bianchi (Cremona, 1752 – Hammersmith, 27 de noviembre de 1810) fue un compositor italiano que desarrolló su obra en la segunda mitad del siglo XVIII, perteneciendo por lo tanto al periodo clásico de la historia de la música.

## Biografía
De origen muy humilde, fue apadrinado por un sacerdote cremonense para que pudiera estudiar con el gran Jommelli en el conservatorio de Nápoles. En 1772 regresó a Cremona donde presentó su primera ópera, Julio Sabino.
Ente 1775 y 1778 fue maestro de clavecín en el Teatro italiano de París.
En 1776 fue nombrado académico de número de la Academia Filarmónica de Bolonia.
En 1779 concursó para el puesto de maestro de capilla de la Catedral de Milán, pero fue derrotado por Giuseppe Sarti; sin embargo fue segundo maestro de capilla del 1782 al 1793.
Fue organista de la Catedral de San Marcos de Venecia desde 1785 a 1791, y posteriormente entre 1793 y 1797. En enero de 1779 estrenó en Florencia la ópera Castore e Polluce alcanzando un gran éxito.
En la década de 1780 escribió sus cuatro oratorios Gioas, Agar, Abramo e Isacco. En 1784 presentó en Venecia la ópera seria Il disertor francese, que alcanzó gran éxito debido a la mordaz sátira política del libreto. El 28 de noviembre de 1785 presentó en Viena la ópera La villanella rapita, en la que incluyó un trío y un cuarteto de Mozart, que desde entonces pasaron a formar parte de dicha ópera.
El 26 de diciembre de 1792 estrenó en el Teatro La Fenice de Venecia Tarare, quizá su ópera de mayor éxito. En 1794 presentó en Londres La vendetta di Nino, o sia Semiramide (2.ª versión), que fue representada en 41 ocasiones en las siguientes 6 temporadas. El éxito alcanzado con esta ópera hizo que permaneciera en Londres hasta 1802, presentando 14 nuevas óperas muchas de las cuales tuvieron por libretista a Lorenzo da Ponte. Del 1789 hasta 1800 fue director del teatro de Dublín.
De 1802 hasta 1807 viajó de manera incansable por media Europa presentando otras 20 nuevas óperas. Durante este periodo dominó de forma absoluta la producción de óperas bufas en Francia, tanto es así que en 1804 el periódico Le Courrier des Spectales comentaba a propósito de uno de sus estrenos:  Esta nueva producción de Francisco Bianchi será aclamada durante mucho tiempo, y sin duda los teatros de provincias competirán entre ellos por presentar este espectáculo. A pesar de tan frenética actividad compositiva, Bianchi no descuidó la enseñanza, contando entre sus alumnos al futuro compositor Catterino Cavos.
En noviembre de 1810, Francesco Bianchi se suicidó en su casa de Hammersmith, cerca de Londres. La muerte prematura de su única hija Carolina, de tan sólo 5 años, acaecida en 1807, le hizo entrar en una fase depresiva que no fue capaz de superar.

## Su obra
En 1815 la ópera Il Consiglio Imprudente, con liberto de Da Ponte, fue representada en Londres; y en 1816, La Villanella Rapita, aún se reponía en el Teatro alla Scala de Milán. Sus óperas se estuvieron representando hasta finales del año 1833.
La producción del compositor cremonense comprende casi 70 óperas, todas ellas estrenadas en vida, cuatro oratorios, música de cámara, misas, motetes y un réquiem. Su estilo compositivo marca una transición hacia el siglo XIX, anunciando las nuevas formas de Rossini y Bellini.
Hay que señalar que a pesar del éxito alcanzado por Bianchi a lo largo de su vida, Haydn realizó críticas muy duras sobre su trabajo.

## Composiciones

### Óperas
Anexo: Óperas de Francesco Bianchi

### Óperas atribuidas
- Mitridate (1781, Génova)
- Attalo, re di Bitinia (1783, Venecia)
- La caccia di Enrico IV (1784, Venecia)
- Il barone a forza (1785, Roma)
- Li sponsi in commedia (1785, Venecia)
- Il nuovo Don Chischiotte (1788, Voltri)
- Il gatto (1789, Brescia)
- La calamità dei cuori (1789, Padua)
- Il difensore (1793/1794, Viena)
- Telemaco (c. 1800, Cremona)
- Vonima e Mitridate (1803, Venecia)

### Oratorios
- Gioas, re di Giuda
- Agar
- Abramo
- Isacco

### Obras religiosas
- Domine ad adiuvandum (2 de agosto de 1773, Cremona)
- Converte Domine (10 de mayo de 1979, Catedral de Milán)
- Exalta Domine (10 de mayo de 1979, Catedral de Milán)
- Deus noster refugium con Gloria patri (10 de mayo de 1979, Catedral de Milán)